# Dracula inexperata
Dracula inexperata är en orkidéart som beskrevs av Franco Pupulin. Dracula inexperata ingår i släktet Dracula och familjen orkidéer.
Artens utbredningsområde är Costa Rica. Inga underarter finns listade i Catalogue of Life.